# Alamo, Kalifornien
Alamo är en ort (CDP) i Contra Costa County, i delstaten Kalifornien, USA. Enligt United States Census Bureau har orten en folkmängd på 14 570 invånare (2010) och en landarea på 25 km².